# Jean Chaubet
Joseph, Jean, Étienne Chaubet (né le 6 janvier 1815 à Laroque-des-Albères et mort le 3 juin 1871 à Perpignan) est un boucher et homme politique français.
Issu, du côté de son père comme de sa mère, d'une ancienne famille de Laroque-des-Albères, il a une nombreuse descendance, et est notamment le grand-père d'Horace Chauvet. Jean Chaubet est élu conseiller municipal (1846, réélu en avril 1848, juillet 1848 et 1850) puis maire de Laroque-des-Albères (1851). Après le Coup d'état du 2 décembre 1851, il mène une insurrection contre Louis-Napoléon Bonaparte afin de défendre la République. Celle-ci est un échec, il est condamné à être déporté. Il vit à Figueres jusqu'en 1853, date à laquelle il est autorisé à rentrer chez lui.